# Музей Тулуз-Лотрека
Музей Тулуз-Лотрека (фр. Musée Toulouse-Lautrec) — художественный музей во Франции, в городе Альби, посвящённый творчеству живописца и графика Анри де Тулуз-Лотрека и в настоящее время охватывающий также различные течения и направления живописи и скульптуры от позднего Средневековья и до наших дней. Зданием, в котором располагается музей, является находящийся в историческом центре Альби архитектурный ансамбль из красного кирпича, в который входит средневековая крепость XIII столетия и примыкающий к ней кафедральный собор святой Цецилии.
В 2012 году музей Тулуз-Лотрека посетили 212 238 человек. Это один из наиболее посещаемых художественных музеев юга Франции.

## История
Дворец де ла Барбье, в котором находится музей Тулуз-Лотрека, был построен епископами Альби во второй половине XIII века и представлял собой мощную крепость. Немного позднее рядом был возведён и кафедральный собор святой Цецилии. В период от эпохи Ренессанса и к XVIII веку здание утратило своё защитное предназначение и постепенно было превращено в роскошный, богато украшенный дворец. В 1678—1687 годах по указанию первого архиепископа Альби, маркиза Гиацинта Серрони была проведена реконструкция дворца, были проложены две новые террасы и разбит классический дворцовый парк. В XVIII веке на дорожках парка были установлены мраморные статуи, представляющие времена года.
После смерти Анри де Тулуз-Лотрека в 1901 году его родители постарались сохранить его творческое наследие в каком-либо из французских музеев или картинных галерей. Так как музеи Парижа отказались принять работы художнрика, его мать, графиня Адель де Тулуз-Лотрек, предложила их в дар городу Альби, в котором Анри де Тулуз-Лотрек родился. Магистрат Альби, уже и ранее предполагавший открыть в городе художественный музей и располагавший пустующим на тот момент зданием дворца де ла Бертье, разместил в нём подаренное графиней собрание картин, рисунков и других сохранившихся документов Тулуз-Лотрека. Начало Первой мировой войны 1914 года отсрочило открытие нового музея, которое состоялось в 1922 году, 30 июля.
В период между 2001 и 2012 годами в музее проходили обширные реконструкционные работы, в их последние три месяца музей был закрыт для посещений и вновь открыт 2 апреля 2012 года.

## Собрание
Благодаря завещанию и дарениям родителей Анри де Тулуз-Лотрека, в музее в Альби собрана крупнейшая в мире, находящаяся в общественном пользование коллекция произведений и документов художника. Здесь хранится более тысячи единиц его картин, рисунков, графических работ (литографий, все созданные им плакаты (31), театральные и цирковые афиши и т. д.).
Также музей обладает значительной коллекцией художественных произведений как «старых мастеров», так и живописи выдающихся мастеров XIX и XX веков. В собрание также входит скульптурная экспозиция. Отдельный этаж посвящён коллекции современного искусства, дополняющего работы Тулуз-Лотрека, и относящейся к периоду с конца XIX и до середины XX века. В 1930 -е годы во Франции музей в Альби оказался одним из первых художественных музеев страны, предоставивших свои площади экспонатам современного искусства, — в то время, когда музеи Парижа ещё не решались на такой шаг.
Музей в Альби создал композицию, позволяющую рассмотреть не только собственно творчество Тулуз-Лотрека, но и его связи и взаимоотношения с другими современными ему мастерами. Здесь представлены работы художников синтетизма (Гоген, Эмиль Бернар), наби (Морис Дени, Боннар, Вюйар, Валлоттон), а также произведения художников, вдохновлявших Тулуз-Лотрека и оказавших влияние на его творчество (Дега, Форен), его соученики у Фернана Кормона (Рашу, Гезе, Луи Анкетен, Валадон). В музее также хранятся работы выдающихся мастеров ХХ столетия, таких, как Матисс, Марке, Дюфи, Ван Донген), скульптуры Бурделя, Майоля, Родена, Деспио. Из «старых мастеров», чьи полотна хранятся в музее, следует упомянуть Франческо Гварди (1712—1793) и Жоржа де ла Тур (1593—1652)

## Залы

### Зал Палатиаль (Palatiale Saal)
При проведении реставрационных работ во дворце де ла Бертье были строителями открыты средневековые терракотовые цветные изразцы, выложенные по стенам в XVIII веке, были перенесены в бывшую сторожевую башню замка, в специально отведённый для этого зал Палатиаль.

### Зал де ла Круа (De la Croix Saal)
Созданные в XVII веке на первом этаже столовая зала Salon Doré, и также приёмный зал Salle de la Croix, оформленные художником Копле. Здесь экспонируются старейшие экспонаты музея, которые были собраны ещё в конце XIX века.

### Галерея Амбуаз (Amboise)
Во время ремонтных работ в флигеле Амбуа были обнаружены фрески, созданные в эпоху Возрождения. В настоящее время сохранившиеся росписи конца XV столетия можно увидеть в музейной экспозиции.

## Галерея

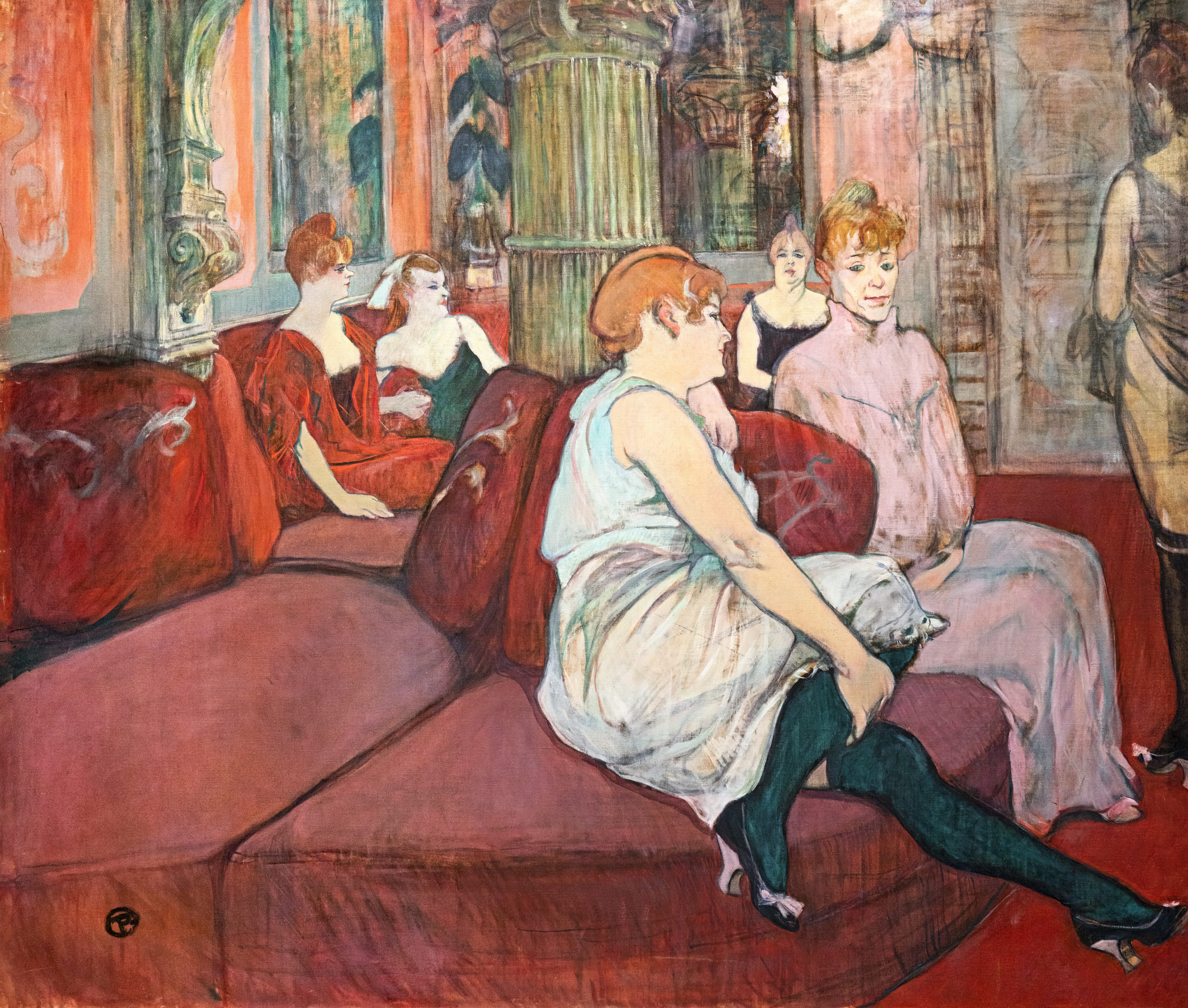
Салон де ла Мулен (1894)
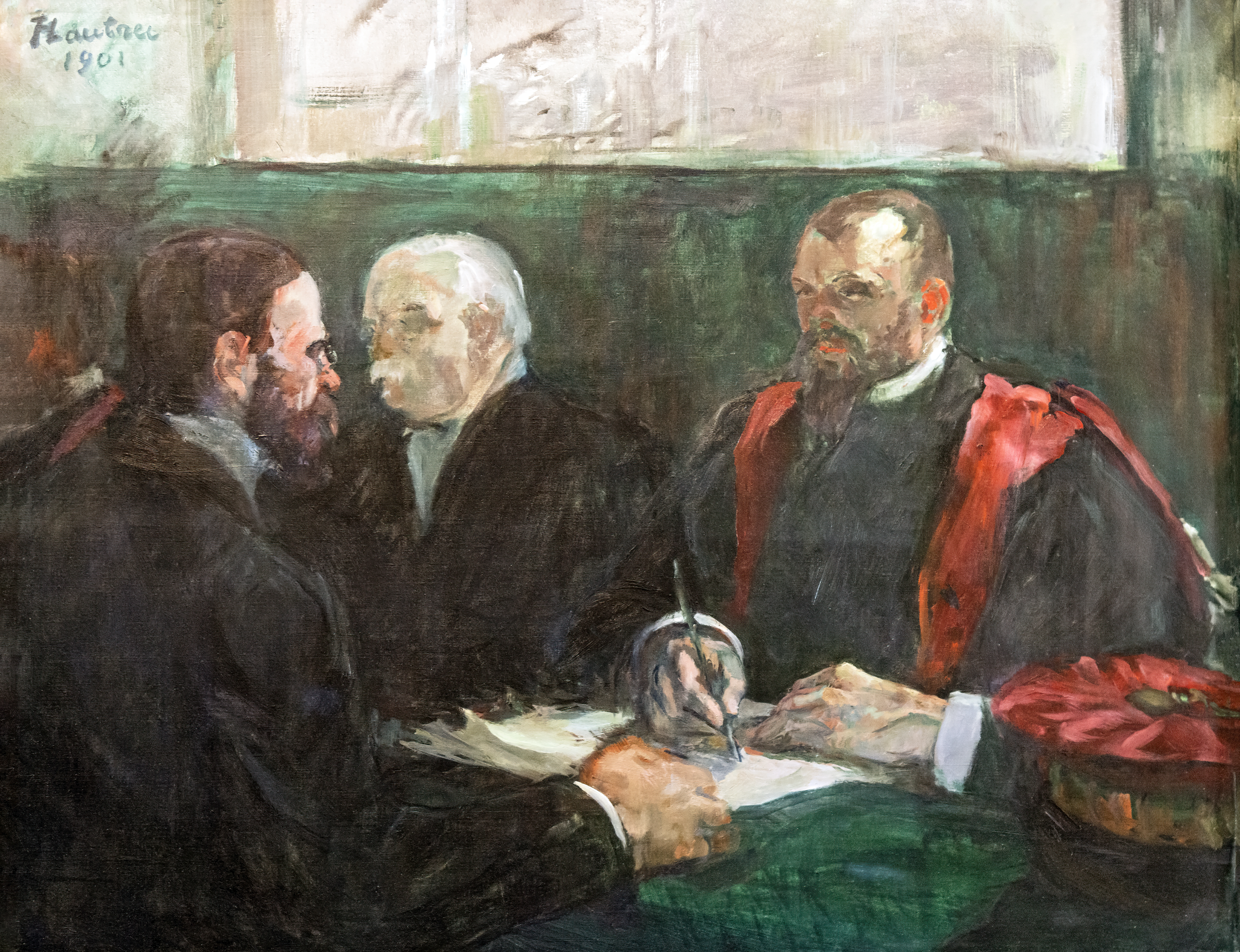
Экзамен по медицине (1901)
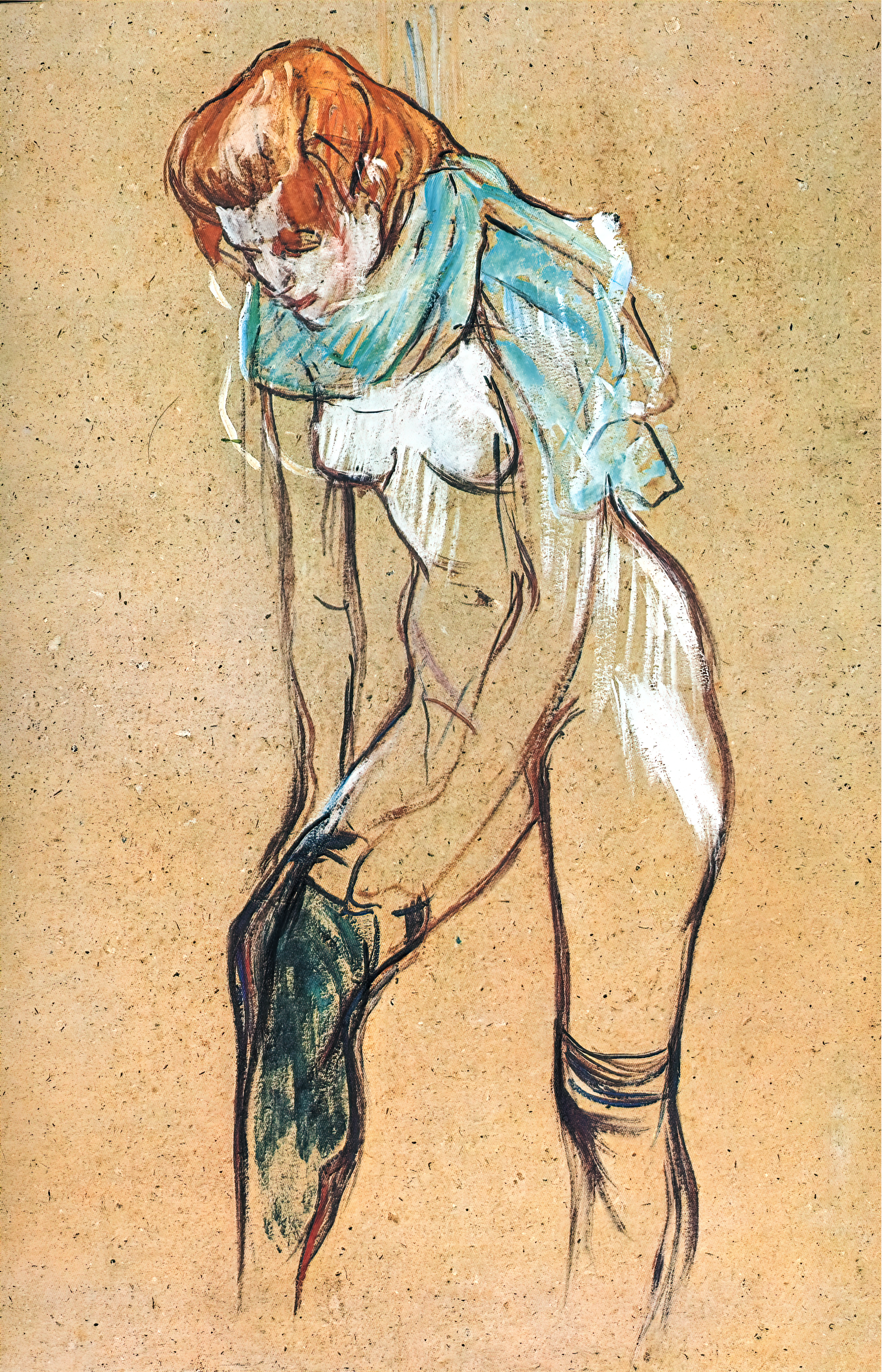
Женщина, надевающая чулки (1894)
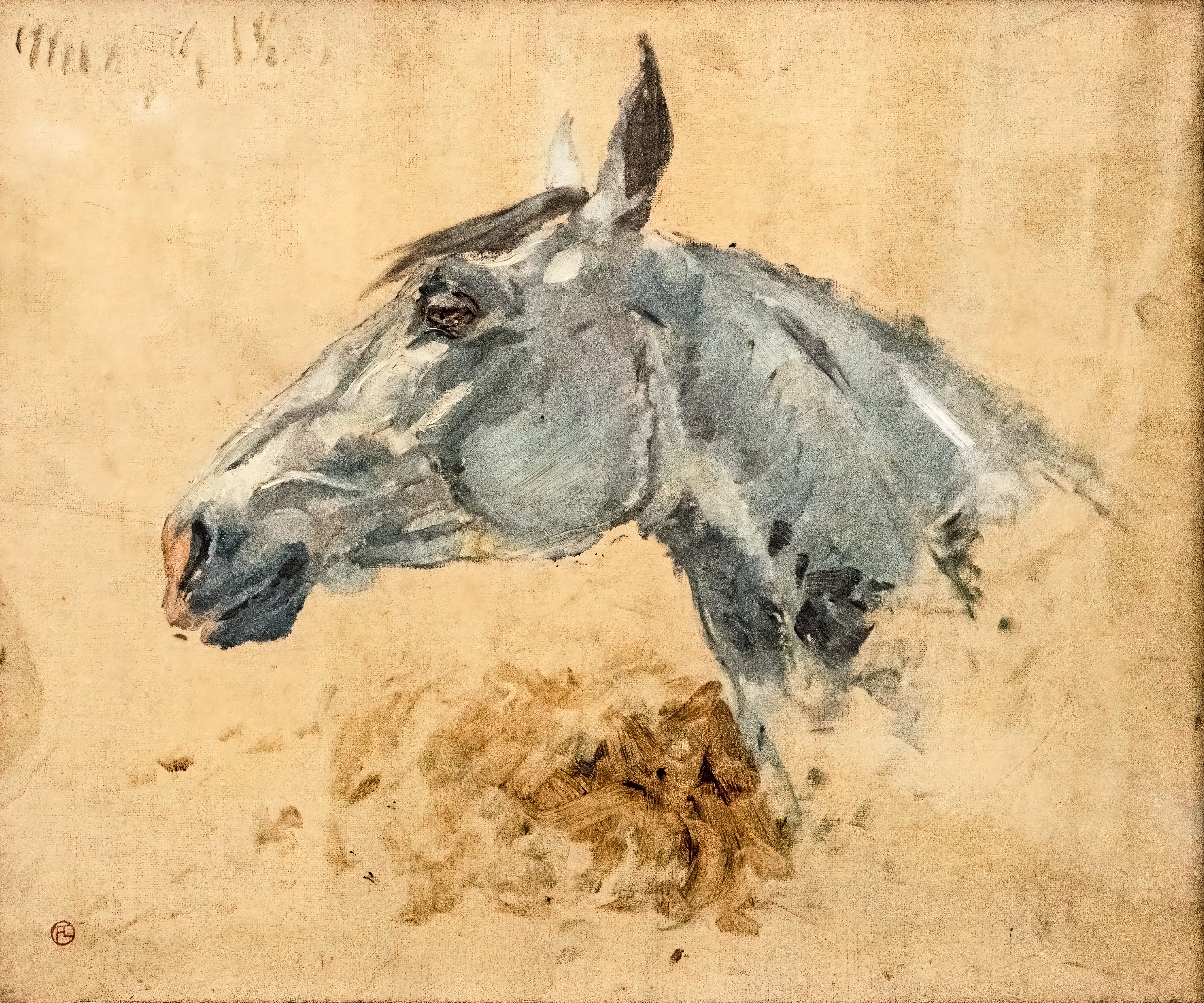
Белая лошадь по кличке Газель (1881)
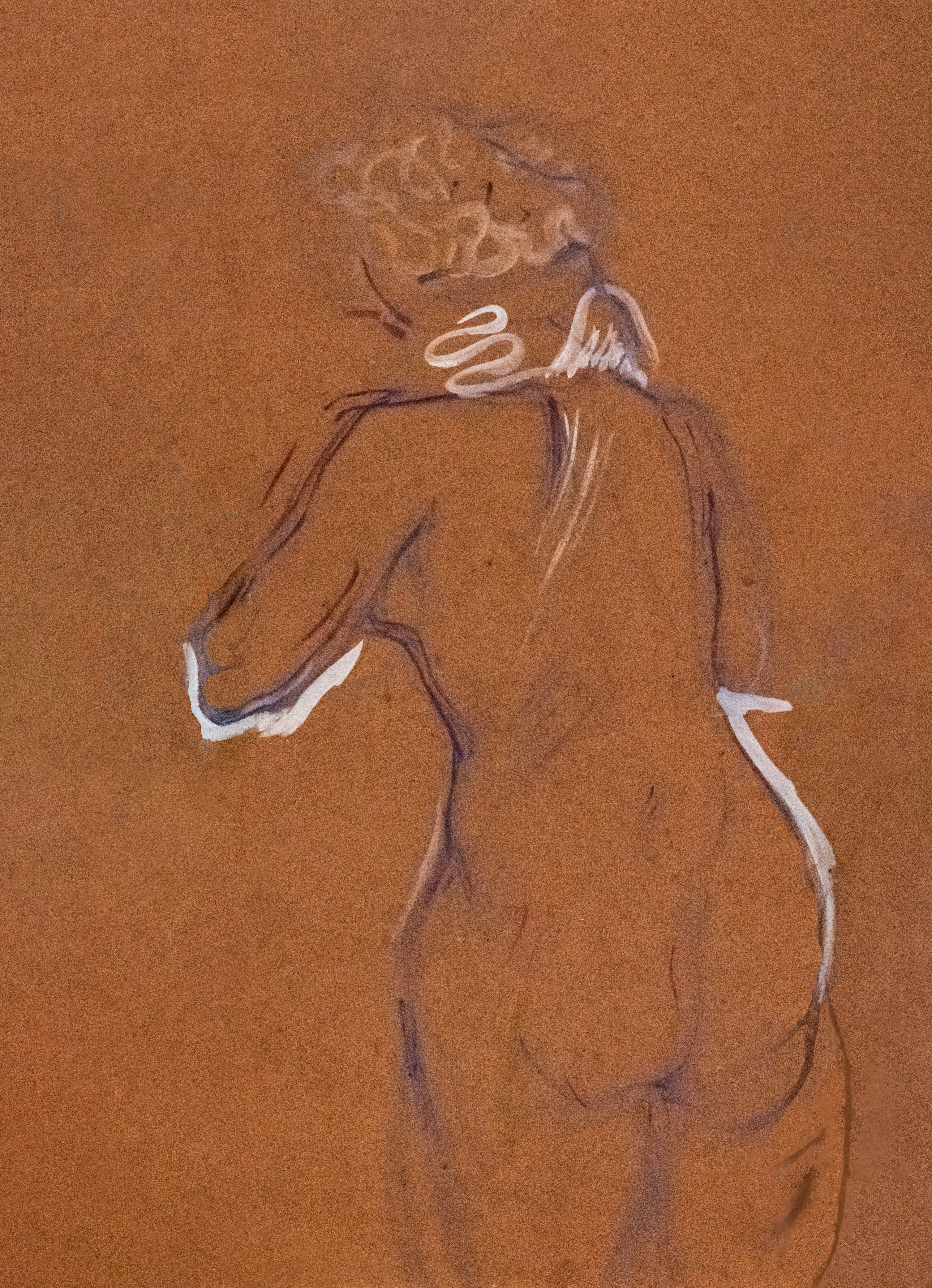
Этюд с обнажённой (1896)